# Solvant eutectique profond
Les solvants eutectiques profonds (en anglais Deep Eutectic Solvents, DES) sont des solvants qui sont de plus en plus utilisés comme remplacement plus vert des liquides ioniques. Les DES sont des solvants formés par le mélange entre deux ou plusieurs composés à une proportion exacte qui correspond au point eutectique. Ce mélange se comporte comme un corps pur. La plupart de ces solvants sont liquides à température ambiante, ce qui facilite leur utilisation. L'un des phénomènes eutectiques les plus importants a été observé pour un mélange de chlorure de choline et d'urée dans le rapport molaire 1:2. Ce mélange, liquide à température ambiante, a un point de fusion de 12 °C (beaucoup plus bas comparativement au point de fusion de la choline, 302 °C ou de l'urée, 133 °C).

Un diagramme de phase pour un mélange chimique binaire fictif (avec les deux composants désignés par A et B) utilisés pour représenter le point eutectique, sa composition et sa température. (L désigne l'état liquide).

## Synthèse des solvants eutectiques profonds
La synthèse des DES est facile et propre comparativement à celle des liquides ioniques qui ont besoin de plusieurs étapes de synthèses chimiques et de purifications. Il s'agit d'un simple mélange des produits composant le DES en bonne proportion avec chauffage, jusqu'à l'obtention d'un liquide homogène  et transparent. Ces composants sont un couple d'un donneur de liaison hydrogène et un accepteur de cette liaison. La composition des DES peut être identifiée par calorimétrie différentielle à balayage (DSC) ou par une simple observation des températures de fusion de mélanges à différentes compositions molaires.

## Types de solvants eutectiques profonds
Les solvants eutectiques de première génération sont à base de mélanges de sels d'ammonium quaternaire avec des donneurs de liaison hydrogène tels que des amines et des acides carboxyliques. Le DES le plus connus est le mélange d'une mole de chlorure de choline  et 2 moles d'urée. Il existe quatre types de solvants eutectiques, :
| Type I   | Sel quaternaire + Chlorure de métal                        |
| Type II  | Sel quaternaire + Chlorure de métal hydraté                |
| Type III | Sel quaternaire + Donneur de liaison d'hydrogène           |
| Type IV  | Chlorure de métal hydraté + Donneur de liaison d'hydrogène |

Les solvants eutectiques de type I incluent également la large gamme de liquides ioniques chlorométalliques largement étudiés dans les années 1980, tels que les chloroaluminates d'imidazolium toujours utilisés et qui sont des mélanges de chlorure d'aluminium AlCl3 et d' 1-éthyl-3-méthylimidazolium. Alors que la plupart des liquides ioniques et DES comprennent un ion ammonium quaternaire comme composant cationique, on a récemment montré que des eutectiques peuvent également être formés entre un sel métallique (hydrate) et un amide ou un alcool simple pour former une solution contenant du métal composée de cations et d'anions via des processus de complexation.
Les eutectiques de type 4 sont utiles car ils produisent des complexes métalliques cationiques, avec un donneur de liaison d’hydrogène : 2AlCl3 + urée ↔ [AlCl2 • urée] + + [AlCl4] − .

## Propriétés physico-chimiques
Comme mentionné précédemment, la diminution drastique du point de fusion du mélange formant le DES, peut-être due à des interactions de types hydrogène entre le donneur de liaisons H et l’espèce anionique, et en variant la proportion d'un composant, de grandes variations de toute une gamme de propriétés physico-chimiques, et pas seulement le point de fusion, apparaissent entre un DES et un autre,,.
La viscosité et la tension de surface des DES sont notamment plus élevées en les comparants à la majorité des solvants traditionnelles, mais elles sont proches des liquides ioniques. La viscosité est influencée principalement par les liaisons hydrogène en plus des interactions de type Van der Waals et électrostatiques. Les DES possèdent des densités relativement faibles et peuvent être liquides dans une large gamme de températures, allant jusqu'à environ −50 °C pour certains DES. Les DES ont une pression de vapeur très faible et ne sont donc peu inflammables,,.
Ces solvants possèdent une stabilité thermiques élevée, leurs résistances va au-delà de 200 °C.
La toxicité et la biodégradabilité des DES sont liés à celles de leurs composants (sel cationique, contre ion et donneur de liaison hydrogène). Ainsi, le chlorure de choline possède une biodégradabilité élevée et est considérée non toxique et même utilisées comme additif alimentaire. Utiliser celui-ci avec un donneur de liaison H d'une très faible toxicité comme le glycérol ou l'urée, peut aboutir un DES non toxique,.

## Solvants eutectiques profonds naturels
Une longue liste de DES à base de produits naturels pouvant être établie, ils  possèdent le nom NADES ((en) "Natural Deep Eutectic Solvents"),:
| Composition NADES         | Ratio molaire |
| ------------------------- | ------------- |
| acide aconitique:ChCl     | 1:1           |
| acide malique:glucose     | 1:1           |
| acide malique:fructose    | 1:1           |
| acide malique:saccharose  | 1:1           |
| acide citrique:saccharose | 1:1           |
| acide maléique:saccharose | 1:1           |
| glucose:fructose          | 1:1           |
| fructose:saccharose       | 1:1           |
| glucose:saccharose        | 1:1           |
| acide maléique:glucose    | 4:1           |
| acide citrique:glucose    | 2:1           |

## Applications
Certaines des premières applications des DES ont été dans le domaine de l'électrochimie où les DES sont utilisés comme électrolytes. Des composés organiques tels que l'acide benzoïque (solubilité 0,82 mol/l) ont une grande solubilité dans les DES, ce qui également vrai pour la cellulose,. Pour cette raison, les DES ont été utilisés comme solvants d'extraction pour de tels composés à partir de leurs matrices complexes. Ils ont également été étudiés pour leur applicabilité dans la production et la purification du biodiesel,et leur capacité à extraire des métaux pour l'analyse. L'incorporation du chauffage par micro-ondes avec un solvant eutectique profond peut augmenter efficacement la puissance de solubilité du DES et réduire le temps requis pour la dissolution complète des échantillons biologiques à la pression atmosphérique les DES tel que, par exemple, le mélange de méthanesulfonate d'imidazolium et de 1H-1,2,4-triazole dans un rapport molaire 1: 3 ou le mélange de méthanesulfonate de 1,2,4-triazolium et de 1H-1,2 , Le 4-triazole dans un rapport molaire 1: 3, c'est-à-dire dans lequel une base de Brønsted peut agir comme donneur de liaison hydrogène, ont également trouvé des applications comme conducteurs de protons pour des piles à combustible,.
En raison de leur composition unique, les DES sont de solvants verts prometteurs, qui affectent aussi la structure et l'auto-assemblage des solutés. Par exemple, l'auto-assemblage du dodécylsulfate de sodium (SDS) dans le DES 1 ChCl:2 urée a été étudié en 2014 et implique que ce DES forme des microémulsions différentes de celles de l'eau. Dans un autre cas, la solvatation du polymère polyvinylpyrrolidone (PVP) dans un DES est distincte de celle dans  l'eau et indique que le DES semble être un meilleur solvant pour le polymère.